# Phycitiplex doddi
Phycitiplex doddi är en stekelart som först beskrevs av Joseph Augustine Cushman 1927.  Phycitiplex doddi ingår i släktet Phycitiplex och familjen brokparasitsteklar. Inga underarter finns listade i Catalogue of Life.